# Ван Леувен, Йоке
Йоханна Рютгера ван Леувен (нидерл. Johanna Rutgera van Leeuwen), или просто Йоке ван Леувен (нидерл. Joke van Leeuwen) — нидерландская писательница, поэт и иллюстратор.

## Биография

### Ранние годы
Йоке ван Леувен родилась в 1952 году в Гааге, однако уже через два года её семья переехала жить в Амстердам. Её отец был богословом и большая семья Леувен часто меняла место жительства. За свою жизнь Йоке успела пожить в Брюсселе, Зеттене и Маастрихте, с 2002 года она живёт в Антверпене.
Она обучалась графическому искусству в Королевской академии изящных искусств в Антверпене, а также изучала историю в Брюссельском свободном университете.

### Творчество
В 1978 году вышла её первая книга — «De Appelmoesstraat is anders», а в 1979 — «Дом с семью комнатами» (Een huis met zeven kamers), за которую она получила премию «Серебряный грифель», а за иллюстрации к ней «Золотую кисть». Йоке многократно получала различные литературные премии и, кроме того, она была номинирована на «Премию Андерсона» (IBBY) и «Мемориальную премию Астрид Линдгрен».
Несмотря на то, что Йоке больше известна как детский писатель, она пишет не только детские произведения. Для взрослой аудитории в 2008 году ею был написан роман «Alles nieuw», а до этого также стихи «De tjilpmachine» (1990) и «Wuif de mussen uit» (2006).
Помимо своей основной деятельности она также работает на телевидении и пишет пьесы.

## Награды
- 1980 «Серебряный грифель» — Дом с семью комнатами / Een huis met zeven kamers
- 1980 «Золотая кисть» — Дом с семью комнатами / Een huis met zeven kamers
- 1982 «Серебряный грифель» — De metro van Magnus
- 1986 «Серебряная кисть» — Deesje
- 1986 «Золотой грифель» — Deesje
- 1988 «Deutscher Jugendliteraturpreis» — Deesje
- 1988 «Серебряный грифель» — We zijn allang begonnen, maar nu begint het echt
- 1993 «Серебряный грифель» — Niet Wiet, wel Nel
- 1995 «C. Buddingh'-prijs» — Laatste lezers
- 1996 «Серебряный грифель» — Ik ben ik
- 1997 «Серебряный грифель» — Пип! /Iep!
- 1997 «Woutertje Pieterse Prijs» — Пип! /Iep!
- 1997 «Золотая Сова» — Пип! /Iep!
- 1999 «Серебряный грифель» — Kukel
- 1999 «Libris Woutertje Pieterseprijs» — Bezoekjaren
- 1999 «Jany Smelik Ibby-prijs» — Bezoekjaren
- 2000 Премия «Theo Thijssenprijs» за творчество
- 2005 «Plantin-Moretusprijs» — Waarom een buitenboordmotor eenzaam is
- 2005 «Серебряный грифель» — Waarom een buitenboordmotor eenzaam is
- 2007 «Золотая кисть» — Heb je mijn zusje gezien?
- 2010 Премия «Золотое гусиное перо» за творчество
- 2012 Премия «Constantijn Huygens-prijs» за творчество
- 2013 AKO Literatuurprijs за роман Feest van het begin

## Экранизации
По книге «Пип!» был снят художественный фильм, который вошёл в программу Берлинского международного кинофестиваля, проходившего в 2010 году.